# Курате (посёлок)
Курате (яп. 鞍手町 Куратэ-мати) — посёлок в Японии, находящийся в уезде Курате префектуры Фукуока. Площадь посёлка составляет 35,58 км², население — 16 383 человека (1 августа 2014), плотность населения — 460,46 чел./км².

## Географическое положение
Посёлок расположен на острове Кюсю в префектуре Фукуока региона Кюсю. С ним граничат города Китакюсю, Ногата, Мунаката, Накама, Миявака и посёлок Онга.

## Население
Население посёлка составляет 16 383 человека (1 августа 2014), а плотность — 460,46 чел./км². Изменение численности населения с 1980 по 2005 годы:
| 1980 | 19 079 чел. |  |
| 1985 | 20 540 чел. |  |
| 1990 | 20 332 чел. |  |
| 1995 | 20 248 чел. |  |
| 2000 | 19 266 чел. |  |
| 2005 | 18 204 чел. |  |

## Символика
Деревом посёлка считается камфорное дерево, цветком — Gymnaster savatieri.